# Динкинс, Дэвид
Дэвид Норман Динкинс (англ. David Norman Dinkins, 10 июля 1927, Трэнтон, Нью-Джерси — 23 ноября 2020, Нью-Йорк) — американский политический деятель, мэр Нью-Йорка в 1990—1993. Первый темнокожий мэр этого города за всю его историю.

## Начало жизни
Динкинс родился в Трэнтоне Нью-Джерси и воспитывался своей матерью и бабушкой. Родители развелись, когда ему было 7 лет. Дэвид уехал в Гарлем ещё будучи ребёнком, но по окончании школы вернулся в Трэнтон, где её и закончил, оказавшись в списке 10 % лучших учеников класса. После школы он попытался поступить в Корпус морской пехоты США, но не был принят ввиду исчерпания расовой квоты. После кратковременной службы в другом роде войск армии США, его все же перевели в морские пехотинцы.
Динкинс получил диплом с отметкой «с большим почётом» от Говардского университета со степенью по математике и являлся членом студенческого братства «Альфа Пи Альфа» — первого в истории межколлежского братства афроамериканцев.

## Политическая карьера

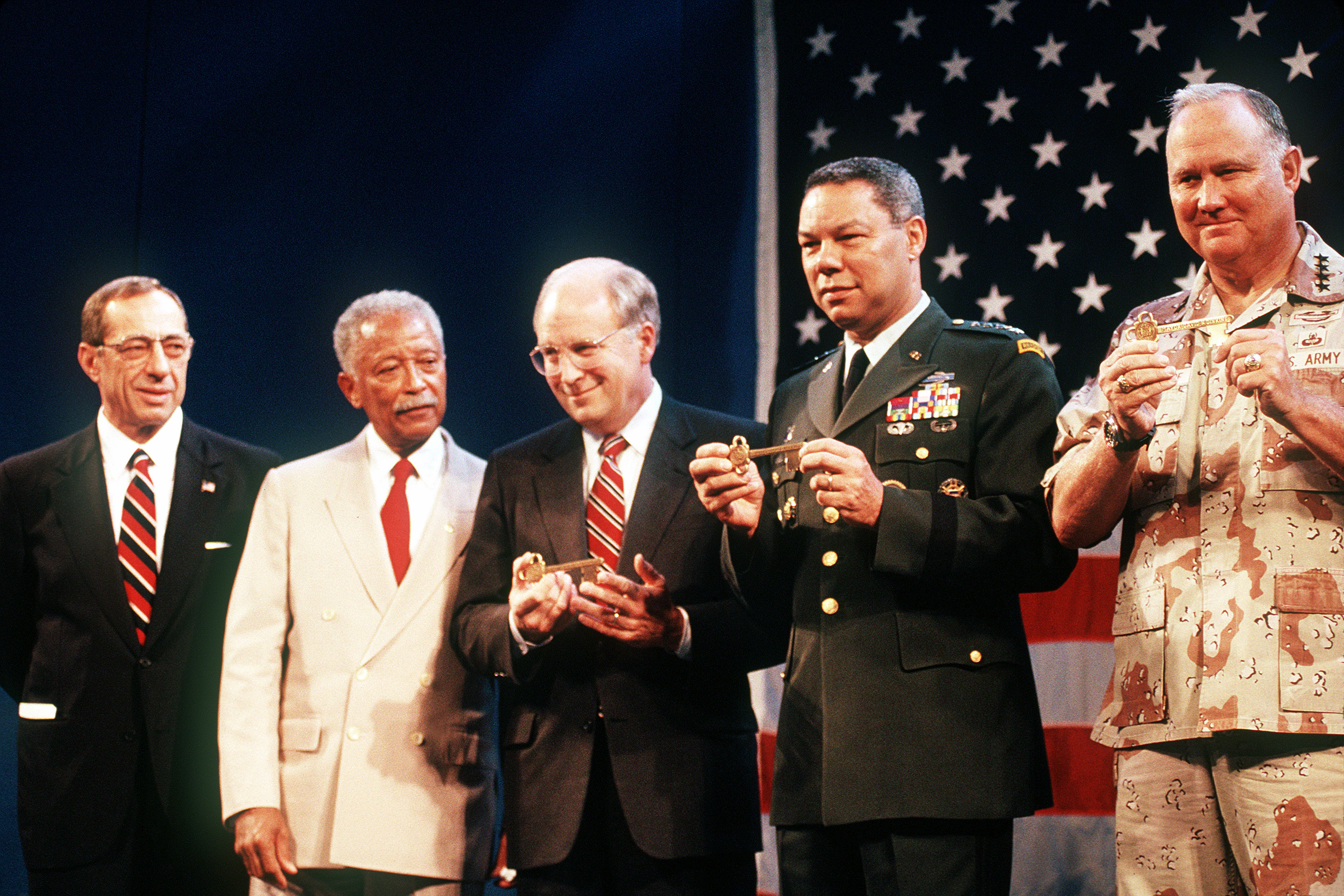
Мэр Нью-Йорка Дэвид Динкинс (второй слева) во время вручения губернатором Нью-Йорка Марио Куомо (крайний слева) наград министру обороны Дику Чейни (посередине), генералу Колину Пауэллу (второй справа), генералу Норману Шварцкопфу (крайний справа), во время празднования возвращения участников операции «Буря в пустыне» домой. 10 июня 1991

Бывший в молодости членом Демократических социалистов Америки, Динкинс продвигался по карьерной лестнице в Демократической партии в Гарлеме и стал частью достаточно влиятельной группы афроамериканских политиков, которая включала такие фигуры как Герман Фаррелл, Перси Саттон, Бэйзил Пэтэрсон и Чарльз Рэнджел, трое последних из которых, вкупе с Динкинсом составляла известную «Гарлемскую Банду Четверых». Как инвестор, Дэвид был одним из пятидесяти афроамериканских инвесторов, которые помогли Перси Саттону основать Inner City Broadcasting Corporation в 1971 г. Непродолжительное время он служил в законодательном собрании штата Нью-Йорк и много лет клерком в городе Нью-Йорке.
Дэвид был назван помощником депутата при Абрахаме Биме, но в конце концов так и не
был назначен, так как был выбран президентом Манхэттанского округа в 1985-м на третий круг. Мэром города Динкинс был выбран 7 ноября 1989 года, победив Эда Коча, который к тому времени заканчивал свой третий срок, ещё двух кандидатов от демократов, а также Руди Джулиани, кандидата от республиканцев.
Динкинс был участником коррупционного скандала, в который были вовлечены ещё несколько членов Демократической партии в Нью-Йорке. Обвинительные приговоры нескольким ключевым демократам позволили Дэвиду обойти потенциальных конкурентов по партии.
Во время его каденции также случились беспорядки, устроенные афроамериканцами, переросшие в погромы по национальному признаку в Краун-Хейтс, на севере Бруклина (1990), которые продолжались несколько дней.